# World RX de Argentina 2014
El World RX de Argentina 2014, oficialmente Rallycross of Argentina fue la duodécima y última prueba de la Temporada 2014 del Campeonato Mundial de Rallycross. Se celebró del 22 al 23 de noviembre de 2014 en el Autódromo Rosendo Hernández ubicado en la ciudad de San Luis, Provincia de San Luis, Argentina. 
La prueba fue ganada por Petter Solberg quien consiguió la quinta victoria de la temporada a bordo de su Citroën DS3, Reinis Nitišs término en segundo lugar en su Ford Fiesta ST y Kevin Eriksson finalizó tercero con su Ford Fiesta ST.

## Series
| Pos.            | No. | Piloto            | Equipo                  | Auto            | H1  | H2  | H3  | H4  | Pts |
| --------------- | --- | ----------------- | ----------------------- | --------------- | --- | --- | --- | --- | --- |
| 1               | 11  | Petter Solberg    | PSRX                    | Citroën DS3     | 1º  | 2º  | 14º | 1º  | 16  |
| 2               | 15  | Reinis Nitišs     | Olsbergs MSE            | Ford Fiesta ST  | 4º  | 1º  | 6º  | 5º  | 15  |
| 3               | 13  | Andreas Bakkerud  | Olsbergs MSE            | Ford Fiesta ST  | 5º  | 3º  | 4º  | 2º  | 14  |
| 4               | 57  | Toomas Heikkinen  | Marklund Motorsport     | Volkswagen Polo | 2º  | 4º  | 1º  | DNF | 13  |
| 5               | 196 | Kevin Eriksson    | Olsbergs MSE            | Ford Fiesta ST  | 9º  | 6º  | 2º  | 3º  | 12  |
| 6               | 3   | Timmy Hansen      | Team Peugeot-Hansen     | Peugeot 208 T16 | 3º  | 7º  | 7º  | 6º  | 11  |
| 7               | 92  | Anton Marklund    | Marklund Motorsport     | Volkswagen Polo | 7º  | 9º  | 5º  | 4º  | 10  |
| 8               | 1   | Timur Timerzyanov | Team Peugeot-Hansen     | Peugeot 208 T16 | 6º  | 5º  | 8º  | 10º | 9   |
| 9               | 26  | Andy Scott        | Albatec Racing          | Peugeot 208     | 11º | 10º | 9º  | 9º  | 8   |
| 10              | 107 | Manfred Stohl     | PSRX                    | Citroën DS3     | 8º  | 8º  | 10º | 13º | 7   |
| 11              | 106 | Miguel Baldoni    | Miguel Baldoni          | Škoda Fabia     | 12º | 11º | 11º | 11º | 6   |
| 12              | 2   | Oliver O'Donovan  | Albatec Racing          | Peugeot 208     | 13º | 13º | 13º | 12º | 5   |
| 13              | 66  | Derek Tohill      | LD Motorsports World RX | Citroën DS3     | 14º | 14º | 12º | 14º | 4   |
| 14              | 54  | Jos Jansen        | JJ Racing               | Ford Focus      | 15º | 12º | 15º | 16º | 3   |
| 15              | 88  | Henning Solberg   | Monster Energy World RX | Citroën DS3     | 10º | DNS | 3º  | 7º  | 2   |
| 16              | 21  | Bohdan Ludwiczak  | Now or Never            | Ford Fiesta     | 17º | 15º | 17º | 15º | 1   |
| 17              | 33  | Liam Doran        | Monster Energy World RX | Citroën DS3     | 16º | EXC | 16º | 8º  |     |
| Reporte Oficial |     |                   |                         |                 |     |     |     |     |     |

## Semifinales
Semifinal 1
| Pos.            | No. | Piloto           | Equipo              | Tiempo    | Pts |
| --------------- | --- | ---------------- | ------------------- | --------- | --- |
| 1               | 11  | Petter Solberg   | PSRX                | 03:28.277 | 6   |
| 2               | 13  | Andreas Bakkerud | Olsbergs MSE        | +8.676    | 5   |
| 3               | 196 | Kevin Eriksson   | Olsbergs MSE        | +9.806    | 4   |
| 4               | 92  | Anton Marklund   | Marklund Motorsport | +11.200   | 3   |
| 5               | 106 | Miguel Baldoni   | Miguel Baldoni      | +13.993   | 2   |
| 6               | 26  | Andy Scott       | Albatec Racing      | +16.594   | 1   |
| Reporte Oficial |     |                  |                     |           |     |

Semifinal 2
| Pos.            | No. | Piloto            | Equipo              | Tiempo     | Pts |
| --------------- | --- | ----------------- | ------------------- | ---------- | --- |
| 1               | 15  | Reinis Nitišs     | Olsbergs MSE        | 03:30.100  | 6   |
| 2               | 57  | Toomas Heikkinen  | Marklund Motorsport | +3.336     | 5   |
| 3               | 3   | Timmy Hansen      | Team Peugeot-Hansen | +5.537     | 4   |
| 4               | 2   | Oliver O'Donovan  | Albatec Racing      | +19.745    | 3   |
| 5               | 107 | Manfred Stohl     | PSRX                | +3 Vueltas | 2   |
| 6               | 1   | Timur Timerzyanov | Team Peugeot-Hansen | +3 Vueltas | 1   |
| Reporte Oficial |     |                   |                     |            |     |

## Final
| Pos.            | No. | Piloto           | Equipo              | Tiempo    | Pts |
| --------------- | --- | ---------------- | ------------------- | --------- | --- |
| 1               | 11  | Petter Solberg   | PSRX                | 03:29.598 | 8   |
| 2               | 15  | Reinis Nitišs    | Olsbergs MSE        | +4.883    | 5   |
| 3               | 196 | Kevin Eriksson   | Olsbergs MSE        | +8.689    | 4   |
| 4               | 3   | Timmy Hansen     | Team Peugeot-Hansen | +10.141   | 3   |
| 5               | 57  | Toomas Heikkinen | Marklund Motorsport | +12.031   | 2   |
| 6               | 13  | Andreas Bakkerud | Olsbergs MSE        | +18.956   | 1   |
| Reporte Oficial |     |                  |                     |           |     |